# ناو هواپیمابر کاگا
ناو هواپیمابر کاگا (به انگلیسی: Japanese aircraft carrier Kaga) یک کشتی است که طول آن ۲۴۷٫۶۵ متر (۸۱۲ فوت ۶ اینچ) می‌باشد. این کشتی در سال ۱۹۲۱ ساخته شد.این کشتی در‌سال ۱۹۴۲ در نبرد میدوی توسط نیروری دریایی امریکا غرق شد